# Hydroglyphus plagiatus
Hydroglyphus plagiatus là một loài bọ cánh cứng trong họ Bọ nước. Loài này được H.J.Kolbe miêu tả khoa học năm 1883.